# Cerro del Berrueco
El Cerro del Berrueco es una elevación montañosa que se extiende entre los municipios de El Tejado, Puente del Congosto, Medinilla y Santibáñez de Béjar, perteneciente a la Serranía de los Castaños, y a la vez del Sistema Central. Está situado en el sureste de la provincia de Salamanca, en el justo límite con la provincia de Ávila, a la que pertenece su parte baja de su ladera occidental (en el término municipal de Medinilla) donde se en encuentra el Castro de Las Paredejas. Está en Castilla y León, España.

La cumbre propiamente dicha del Berrueco, conocida con el nombre de "Casa del Santo", se levanta a 1355 metros de altitud. 

## Historia
A sus pies se encuentra ubicado el pueblo de El Tejado, dónde, en lejanas épocas, estuvieron enclavados e instalados cuatro o cinco poblados de asentamientos prehistóricos. Además de poblamiento es un yacimiento arqueológico.

## Enclave
Es un paisaje granítico y abrupto, casi inaccesible por las zonas más altas. Al norte, oeste y este del cerro la topografía cambia, con predominio de dehesas llanas pobladas de encinas.

## Fauna
La fauna es de jabalíes, conejos y sobre todo liebres, aunque se destruyó casi toda en el incendio de 2003, ya que quemó todo el monte. Actualmente ya hay muchos tipos de animales.
- Datos: Q5763409